# Miloš Pavlović
Miloš Pavlović (Chirilic: Милош Павловић n. 27 noiembrie 1983, Belgrad) este un fotbalist sârb care s-a aflat sub contract cu clubul român FC Vaslui a evoluat în Liga I.